# Будинки-сміттєзвалища

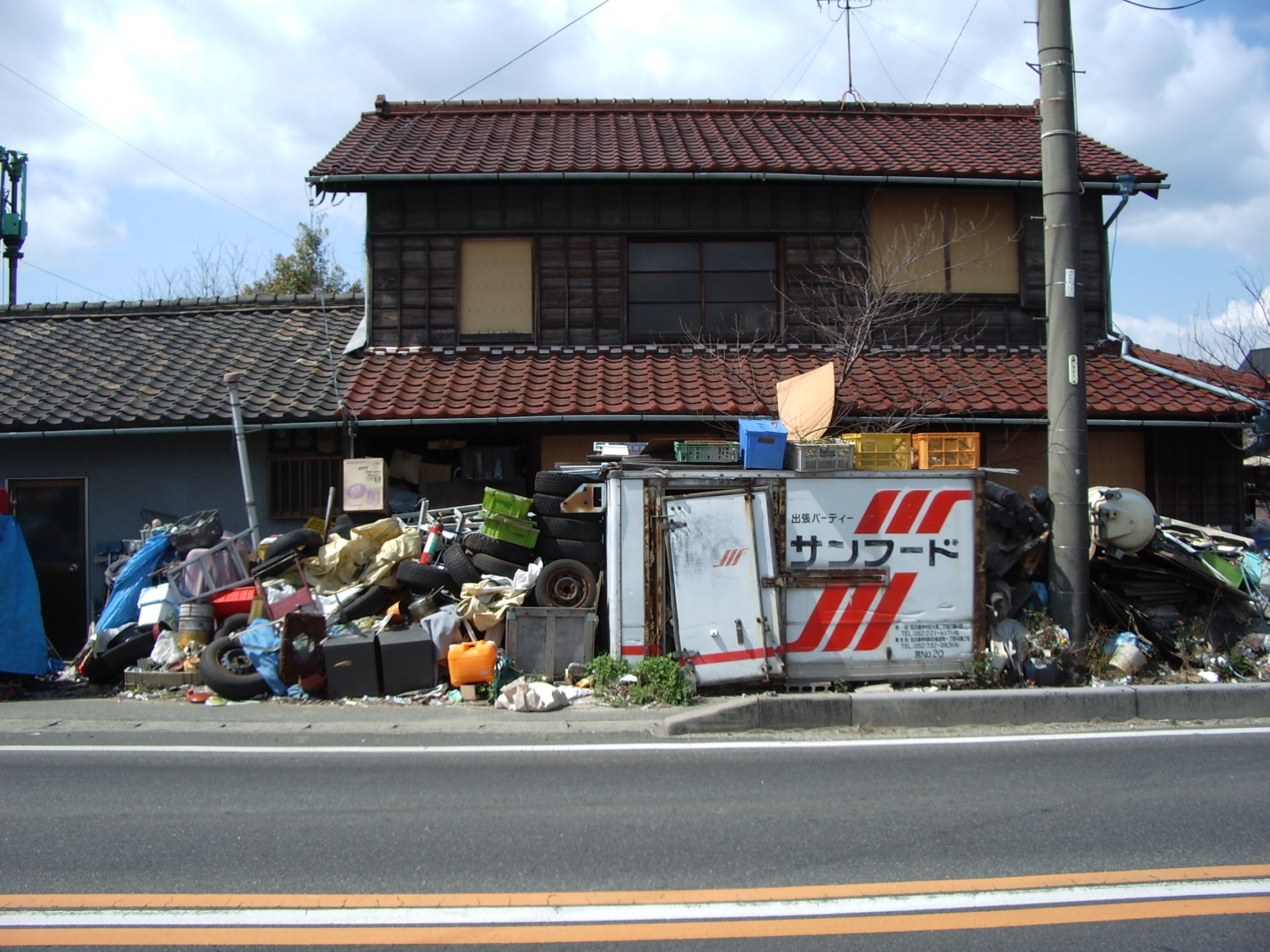
Приклад будинку-сміттєзвалища

Ґоміяшікі (яп.ごみ屋敷, ごみやしき） — японський термін, що означає будівлю або земельну ділянку, на якій утворилось сміттєзвалище, хоча не є місцем утилізації відходів. Це явище поширене у Японії та може мати як індивідуально-поведінкові, так і соціально-економічні причини.
Існування цих будинків вважають соціальною проблемою. Ці будинки не тільки завдають шкоди мешканцям навколишніх районів через неприємні запахи та нашестя щурів і комах-шкідників, а також слугують місцем для злочинів, про що часто повідомляють у ЗМІ.

## Передумови виникнення будинків-сміттєзвалищ
У більшості випадків особи, що створюють будинки-смітники, є власниками засмічених ділянок. Частина з них — заможні люди, які володіють кількома об'єктами нерухомості в регіоні. Інша значна частка — самотні літні особи, які не мають друзів чи знайомих, відчужені від родичів та повністю ізольовані від місцевої громади. Соціальна ізоляція вважається одним із ключових чинників виникнення будинків-смітників.
Ліквідація наслідків захаращення передбачає сортування та утилізацію сміття, очищення інтер'єру та боротьбу зі шкідниками, що значно ускладнює виконання прибирання самими мешканцями.

## Причини виникнення
Серед багатьох чинників, що призводять до виникнення будинків-сміттєзвалищ, які згадуються у ЗМІ, виокремлюють два основні види.

###### Поведінкові та психологічні фактори:
- гнів у відповідь на незаконне викидання сміття на власній території;

- недовіра до сусідів чи родичів, відчуття загрози;

- задоволення від колекціонування будь-яких предметів;

- відчуття провини за викидання речей;

- соціальна ізоляція, відчуження від громади;

- патологічне накопичення.

###### Соціально-економічні та зовнішні фактори:
- економічні труднощі, зокрема небажання чи неможливість оплатити утилізацію техніки, що підлягає переробці;

- накопичення нереалізованого товару у торговців старими речами;

- незаконне викидання сміття іншими особами у покинуті або малозаселені будівлі;

- психічні розлади, зокрема СДУГ (ADHD) та стани, пов'язані з дефіцитом дофаміну, що ускладнюють прибирання та гігієнічні процедури.

У більшості випадків власники не усвідомлюють масштабів проблеми або її соціальної небезпеки.

## Проблеми вирішення
Однією з головних перешкод для ліквідації будинків-смітників є право приватної власності. Якщо власник заперечує факт наявності сміття, ні сусіди, ні органи влади не можуть примусово здійснити прибирання. У випадку приватної власності проникнення без законних підстав вважається злочином, що ще більше ускладнює врегулювання проблеми.
Додатково виникають ситуації, коли сусіди систематично викидають сміття на територію приватного будинку або в нерухомість, яка тривалий час була незаселеною. Якщо нинішній власник не вживає заходів для запобігання такій практиці, причиною утворення сміттєзвалища стають аморальні та незаконні дії оточення, а не поведінка власника будинку.

## Ситуація з «сміттєвими будинками» в Японії
28 березня 2023 року Міністерство охорони навколишнього середовища вперше провело загальнонаціональне опитування муніципалітетів.
- Результати: з 1741 муніципалітету 661 (38 %) знали про випадки так званих «сміттєвих будинків» у період з квітня 2018 по вересень 2022 року. Загалом було зафіксовано 5224 випадки.
- Розв'язання проблеми: 2588 випадків (49,5 %) усунули, здебільшого через прибирання сміття. Решта залишилися невирішеними.
- Тенденція: до вересня 2022 року кількість активних випадків скоротилася до 2636. Майже 90 % із них виявили завдяки повідомленням громадян.
- Регіональна статистика: найбільше випадків — у Токіо (880), Айчі (538) та Тіба (341). Найвищий відсоток випадків серед муніципалітетів — у Хіросімі (74,6 %) та Айчі (72,9 %).
- Причини вирішення: консультації з мешканцями, переселення або смерть власників, а також комплексна підтримка з боку відповідних служб.
- Місцеві заходи: 101 муніципалітет ухвалив спеціальні постанови, ще 55 — розглядають це питання. З тих, хто вже ухвалив постанови, 26 передбачили штрафи. Найпоширеніші критерії для втручання — шкода сусідам (92 муніципалітети) та наявність запахів або шкідників (68 муніципалітетів).

28 серпня 2024 року Міністерство внутрішніх справ та комунікації оприлюднило результати дослідження 181 випадку у 30 великих містах і районах (понад 100 тис. жителів).
- Період: жовтень 2022 — серпень 2024 року.
- Вплив: ризик пожежі виявили у 103 випадках, неприємний запах — у 94.
- Стан вирішення: 62 випадки вирішили, 119 — залишаються проблемними.
- Причини невирішених випадків:
  - нерозуміння мешканцями дій влади (≈80 %);
  - відсутність бажання розв'язати проблему (≈60 %);
  - близько 30 % власників вважали своє сміття цінним.
- Соціальний аспект: 70 % мешканців мали проблеми зі здоров'ям або фінансами. 60 % були одинаками, а понад половина з них — старші за 65 років.

## Реакції місцевих органів влади
Якщо існування будинку-сміттєзвалища суперечить суспільному добробуту, закон дозволяє примусове вивезення сміття. На цій підставі дедалі більше муніципалітетів ухвалюють власні постанови, однак випадки застосування адміністративного примусу залишаються поодинокими.
- Приклади втручання:
  - 2008 рік, місто Мішіма (префектура Шідзуока) — місцева влада втрутилася на підставі Закону про запобігання жорстокому поводженню з людьми похилого віку через невідомий стан безпеки літньої мешканки.
  - Місто Беппу (префектура Оїта) реалізує програму допомоги з покращення житлових умов із максимальним фінансуванням 50 000 єн.
- Районні постанови:
  - Райони Суґінамі, Ота та Аракава (Токіо) вимагають від орендодавців покривати витрати на примусове вивезення сміття.
  - Район Адачі (Токіо) розробляє постанову, за якою витрати на вивезення (до 1 млн єн) покриватиме район, якщо орендодавець не здатен це зробити.
- Статистика:
  - За даними газети Mainichi Shinbun від 23 жовтня 2016 року, серед 74 опитаних муніципалітетів (включаючи визначені міста, столиці префектур та 23 райони Токіо) лише 16, або 16 % від загальної кількості, мали ухвалені постанови щодо розв'язання проблеми.[4]

Примусове виселення
У листопаді 2014 року місто Кіото прийняло «Постанову міста Кіото про підтримку та заходи щодо ліквідації несприятливих умов проживання». На основі цієї постанови 13 листопада 2015 року місто здійснило адміністративно примусову ліквідацію сміття, що накопичилося перед входом до будинку 50-річного чоловіка. Це був перший випадок в Японії, коли сміття, залишене на приватній власності, було примусово ліквідовано. Причиною стало те, що сміття у вхідному холі накопичилося майже на два метри, блокуючи прохід мешканцям, які живуть далі, та потенційно створюючи загрозу для життя під час евакуації або екстреного транспортування.